# Boubakary Soumaré
Boubakary Soumaré (ur. 27 lutego 1999 w Noisy-le-Sec) – francuski piłkarz pochodzenia senegalskiego występujący na pozycji pomocnika w hiszpańskim klubie Sevilla, do którego jest wypożyczony z Leicester City oraz w reprezentacji Francji U-21.

## Kariera klubowa

### Paris Saint-Germain
W 2011 dołączył do akademii Paris Saint-Germain. 1 lipca 2016 został przesunięty do drużyny rezerw. Zadebiutował 14 stycznia 2017 w meczu Championnat National 2 przeciwko AS Vitré (3:0).

### Lille OSC
12 lipca 2017 podpisał kontrakt z klubem Lille OSC. Zadebiutował 25 października 2017 w meczu Pucharu Ligi Francuskiej przeciwko Valenciennes FC (2:2 k. 5:4). W Ligue 1 zadebiutował 5 listopada 2017 w meczu przeciwko FC Metz (0:3). Pierwszą bramkę zdobył 5 maja 2019 w meczu ligowym przeciwko Olympique Lyon (2:2). W sezonie 2018/19 jego zespół zajął drugie miejsce w tabeli zdobywając wicemistrzostwo Francji. 17 września 2019 zadebiutował w fazie grupowej Ligi Mistrzów w meczu przeciwko AFC Ajax (3:0).

### Leicester City
2 lipca 2021 został ogłoszony nowym zawodnikiem Leicester City podpisując pięcioletni kontrakt.

## Kariera reprezentacyjna

### Francja U-19
W 2017 roku otrzymał powołanie do reprezentacji Francji U-19. Zadebiutował 11 listopada 2017 w meczu eliminacji do Mistrzostw Europy U-19 2018 przeciwko reprezentacji Bośni i Hercegowiny U-19 (2:1). 12 lipca 2018 otrzymał powołanie na Mistrzostwa Europy U-19 2018. Na Euro U-19 2018 zadebiutował 17 lipca 2018 w meczu fazy grupowej przeciwko reprezentacji Ukrainy U-19 (1:2).

### Francja U-20
W 2019 roku otrzymał powołanie do reprezentacji Francji U-20. Zadebiutował 20 marca 2019 w meczu towarzyskim przeciwko reprezentacji Argentyny U-20 (1:0). 13 maja 2019 otrzymał powołanie na Mistrzostwa Świata U-20 2019. Na Mundialu U-20 2019 zadebiutował 25 maja 2019 w meczu fazy grupowej przeciwko reprezentacji Arabii Saudyjskiej U-20 (2:0).

### Francja U-21
W 2019 roku otrzymał powołanie do reprezentacji Francji U-21. Zadebiutował 5 września 2019 w meczu towarzyskim przeciwko reprezentacji Albanii U-21 (4:0).

## Statystyki

### Klubowe
(aktualne na dzień 1 września 2023)
| Klub                   | Sezon              | Liga                   | Liga  | Liga   | Puchar kraju | Puchar kraju | Puchar ligi | Puchar ligi | Europa | Europa | Suma  | Suma   |
| Klub                   | Sezon              | Liga                   | Mecze | Bramki | Mecze        | Bramki       | Mecze       | Bramki      | Mecze  | Bramki | Mecze | Bramki |
| ---------------------- | ------------------ | ---------------------- | ----- | ------ | ------------ | ------------ | ----------- | ----------- | ------ | ------ | ----- | ------ |
| Paris Saint-Germain II | 2016/17            | Championnat National 2 | 8     | 0      | 0            | 0            | –           | –           | –      | –      | 8     | 0      |
| Paris Saint-Germain II | Ogólnie            | Ogólnie                | 8     | 0      | 0            | 0            | 0           | 0           | 0      | 0      | 8     | 0      |
| Lille OSC II           | 2017/18            | Championnat National 2 | 4     | 1      | 0            | 0            | –           | –           | –      | –      | 4     | 1      |
| Lille OSC II           | 2018/19            | Championnat National 2 | 4     | 0      | 0            | 0            | –           | –           | –      | –      | 4     | 0      |
| Lille OSC II           | Ogólnie            | Ogólnie                | 8     | 1      | 0            | 0            | 0           | 0           | 0      | 0      | 8     | 1      |
| Lille OSC              | 2017/18            | Ligue 1                | 14    | 0      | 1            | 0            | 2           | 0           | –      | –      | 17    | 0      |
| Lille OSC              | 2018/19            | Ligue 1                | 18    | 1      | 3            | 0            | 1           | 0           | –      | –      | 22    | 1      |
| Lille OSC              | 2019/20            | Ligue 1                | 20    | 0      | 2            | 0            | 2           | 0           | 6      | 0      | 30    | 0      |
| Lille OSC              | 2020/21            | Ligue 1                | 32    | 0      | 3            | 0            | –           | –           | 8      | 0      | 43    | 0      |
| Lille OSC              | Ogólnie            | Ogólnie                | 73    | 1      | 7            | 0            | 5           | 0           | 12     | 0      | 112   | 1      |
| Leicester City         | 2021/22            | Premier League         | 19    | 0      | 0            | 0            | 2           | 0           | 8      | 0      | 30    | 0      |
| Leicester City         | 2022/23            | Premier League         | 26    | 0      | 1            | 0            | 2           | 0           | –      | –      | 29    | 0      |
| Leicester City         | Ogólnie            | Ogólnie                | 45    | 0      | 1            | 0            | 4           | 0           | 8      | 0      | 59    | 0      |
| Sevilla FC             | 2023/24            | Primera División       | 0     | 0      | 0            | 0            | –           | –           | 0      | 0      | 0     | 0      |
| Ogólnie w karierze     | Ogólnie w karierze | Ogólnie w karierze     | 145   | 2      | 10           | 0            | 9           | 0           | 22     | 0      | 187   | 2      |

### Reprezentacyjne
(aktualne na dzień 17 lutego 2021)
| Reprezentacja | Rok     | Mecze | Bramki |
| ------------- | ------- | ----- | ------ |
| Francja U-18  |         |       |        |
| 2016          | 3       | 0     |        |
| 2017          | 4       | 0     |        |
| Ogólnie       | Ogólnie | 7     | 0      |
| Francja U-19  |         |       |        |
| 2017          | 2       | 0     |        |
| 2018          | 8       | 0     |        |
| Ogólnie       | Ogólnie | 10    | 0      |
| Francja U-20  |         |       |        |
| 2019          | 4       | 0     |        |
| Ogólnie       | Ogólnie | 4     | 0      |
| Francja U-21  |         |       |        |
| 2019          | 4       | 0     |        |
| 2020          | 6       | 0     |        |
| Ogólnie       | Ogólnie | 10    | 0      |

| Mecze i gole w reprezentacji | Mecze i gole w reprezentacji | Mecze i gole w reprezentacji | Mecze i gole w reprezentacji | Mecze i gole w reprezentacji | Mecze i gole w reprezentacji | Mecze i gole w reprezentacji | Mecze i gole w reprezentacji |
| Lp.                          | Data                         | Miejsce                      | Gospodarz                    | Gość                         | Wynik                        | Gol                          | Rozgrywki                    |
| ---------------------------- | ---------------------------- | ---------------------------- | ---------------------------- | ---------------------------- | ---------------------------- | ---------------------------- | ---------------------------- |
| 1.                           | 05.09.2019                   | Amiens                       | Francja U-21                 | Albania U-21                 | 4:0                          |                              | Mecz towarzyski              |
| 2.                           | 09.09.2019                   | Troyes                       | Francja U-21                 | Czechy U-21                  | 3:1                          |                              | Mecz towarzyski              |
| 3.                           | 10.10.2019                   | Calais                       | Francja U-21                 | Azerbejdżan U-21             | 5:0                          |                              | el. ME U-21 2021             |
| 4.                           | 15.10.2019                   | Dunajská Streda              | Słowacja U-21                | Francja U-21                 | 3:5                          |                              | el. ME U-21 2021             |
| 5.                           | 04.09.2020                   | Gori                         | Gruzja U-21                  | Francja U-21                 | 0:2                          |                              | el. ME U-21 2021             |
| 6.                           | 07.09.2020                   | Sumgait                      | Azerbejdżan U-21             | Francja U-21                 | 1:2                          |                              | el. ME U-21 2021             |
| 7.                           | 08.10.2020                   | Strasburg                    | Francja U-21                 | Liechtenstein U-21           | 5:0                          |                              | el. ME U-21 2021             |
| 8.                           | 12.10.2020                   | Strasburg                    | Francja U-21                 | Słowacja U-21                | 1:0                          |                              | el. ME U-21 2021             |
| 9.                           | 12.11.2020                   | Vaduz                        | Liechtenstein U-21           | Francja U-21                 | 0:5                          |                              | el. ME U-21 2021             |
| 10.                          | 16.11.2020                   | Caen                         | Francja U-21                 | Szwajcaria U-21              | 3:1                          |                              | el. ME U-21 2021             |

## Sukcesy

### Lille OSC
- Wicemistrzostwo Francji (1×): 2018/2019
- Mistrzostwo Francji (1x): 2020/2021